# I corvi ti scaveranno la fossa
I corvi ti scaveranno la fossa (Los buitres cavarán tu fosa) è un film del 1971 diretto da Juan Bosch.

## Trama
All'indomani della guerra di secessione, i frequenti assalti alle diligenze spingono i dirigenti della Wells and Fargo ad assoldare pistoleri (detti in gergo "corvi") per proteggere i convogli. Uno dei "corvi", Jeff Sullivan, va alla caccia del bandito Glenn Kovacs che anni prima gli uccise la moglie. Dopo aver fatto liberare Dan Barker, fratellastro di Glenn, Sullivan lo insegue ma sulla stessa pista c'è anche Pancho Corrales, altro agente della Wells and Fargo ma molto più spietato e crudele. Sia Kovacs che Corrales saranno uccisi da Jeff che invece lascerà libero Dan, non ritenendolo un criminale.